# Ізнік (ільче)
Ізнік (тур. İznik) — ільче (округ) у складі ілу Бурса на заході Туреччини. Адміністративний центр — місто Ізнік.

## Склад
До складу ільче (округу) входить 1 буджак (район) та 40 населених пунктів (3 міст та 37 сіл):

### Найбільші населені пункти
| №  | Населений пункт | Населення, осіб (2011) |
| -- | --------------- | ---------------------- |
| 1  | Ізнік           | 172 406                |
| 2  | Елбейлі         | 2 688                  |
| 3  | Боялиджа        | 2 467                  |
| 4  | Таджір          | 1 991                  |
| 5  | Чакирча         | 1 199                  |
| 6  | Гьоллюдже       | 1 164                  |
| 7  | Мюшкюле         | 1 032                  |
| 8  | Орханіє         | 987                    |
| 9  | Чічеклі         | 975                    |
| 10 | Кайнарджа       | 824                    |